# Забузанский сельсовет
Забуза́нский сельсове́т — упразднённые административно-территориальная единица и муниципальное образование (сельское поселение) в Красноярском районе Астраханской области России.
Административный центр — село Забузан.

## Географическое положение
Сельсовет расположен в 25 км от областного центра и в 3 км от районного центра, в дельте реки Бузан, и в половодье честь территории затопляется, а после спада воды территория превращается в пастбища и сенокосные поля.
Граница сельсовета начинается от точки пересечения муниципальных образований «Верхнебузанский сельсовет», «Забузанский сельсовет» и «Юбилейнинский сельсовет», и граничит муниципальными образованиями «Красноярский сельсовет», «Верхнебузанский сельсовет», «Винновский сельсовет» Володарского района и с муниципальным образованием «Приволжский район».
Площадь сельсовета составляет 9756 га, из них сенокосы 4041 га, пастбища 2525, земли поселений 2802 га, пашни 29 га, земли в личном хозяйстве 53 га.
Климат резко континентальный с жарким сухим летом, холодной и малоснежной зимой, самый жаркий месяц — июль. Абсолютный максимум 42 градуса. Самый холодный период январь-февраль с абсолютным минимумом −40 градусов.

## История
В 2015 году административно-территориальные единицы и муниципальные образования «Забузанский сельсовет», «Красноярский сельсовет» и «Село Черемуха» были преобразованы, путём их объединения, в административно-территориальную единицу и муниципальное образование «Красноярский сельсовет» с административным центром в селе Красный Яр.

## Население
| 2010 | 2012  | 2013  | 2014  | 2015  |
| ---- | ----- | ----- | ----- | ----- |
| 2027 | ↗2060 | ↗2086 | ↗2129 | ↗2198 |

Население сельсовета — 2027 человек, из них мужчины — 956 (47,2 %), женщины — 1071 (52,8 %).

## Состав
В состав сельсовета входило 4 населённых пункта:
| № | Населённый пункт | Тип населённого пункта       | Население |
| - | ---------------- | ---------------------------- | --------- |
| 1 | Белый Ильмень    | посёлок                      | ↘86       |
| 2 | Воробьёвский     | посёлок                      | ↗110      |
| 3 | Забузан          | село, административный центр | ↗1614     |
| 4 | Солнечный        | посёлок                      | 217       |

## Хозяйство
В 2011 году реализовано скота и птиц всех видов на убой в живом весе 241 кг, надоено 1503 литров молока, получено 198 тысяч яиц от птицы всех видов. Поголовье скота и птиц, голов: крупный рогатый скот — 2251, свиньи — 20, овцы и козы — 2111, лошади — 203, птицы вех видов и возрастов — 2200 голов.
На территории муниципалитета работают 14 магазинов.

## Объекты социальной сферы
Образование в сельсовете представлено МБОУ «Забузанская СОШ имени Турченко Э. П.» и МДОУ «Детский сад № 12 с. Забузан», культура и досуг — Домом культуры и библиотекой села Забузан, здравоохранение — фельдшерско-акушерским пунктом в с. Забузан (ГБУЗ АО «Красноярской ЦРБ»), религия — мечетью. В сельсовете также есть отделение связи Забузан ОСП Володарский почтамт УФПС Астраханской области — филиал ФГУП «Почта России».